# Гаїті на літніх Олімпійських іграх 2020
Гаїті на літніх Олімпійських іграх 2020 представляли шість спортсменів у п'яти видах спорту.

## Спортсмени
| Вид спорту     | Чоловіки | Жінки | Загалом |
| -------------- | -------- | ----- | ------- |
| Легка атлетика | 0        | 1     | 1       |
| Бокс           | 1        | 0     | 1       |
| Дзюдо          | 0        | 1     | 1       |
| Плавання       | 1        | 1     | 2       |
| Тхеквондо      | 0        | 1     | 1       |
| Загалом        | 2        | 4     | 6       |